# 穗禾苑

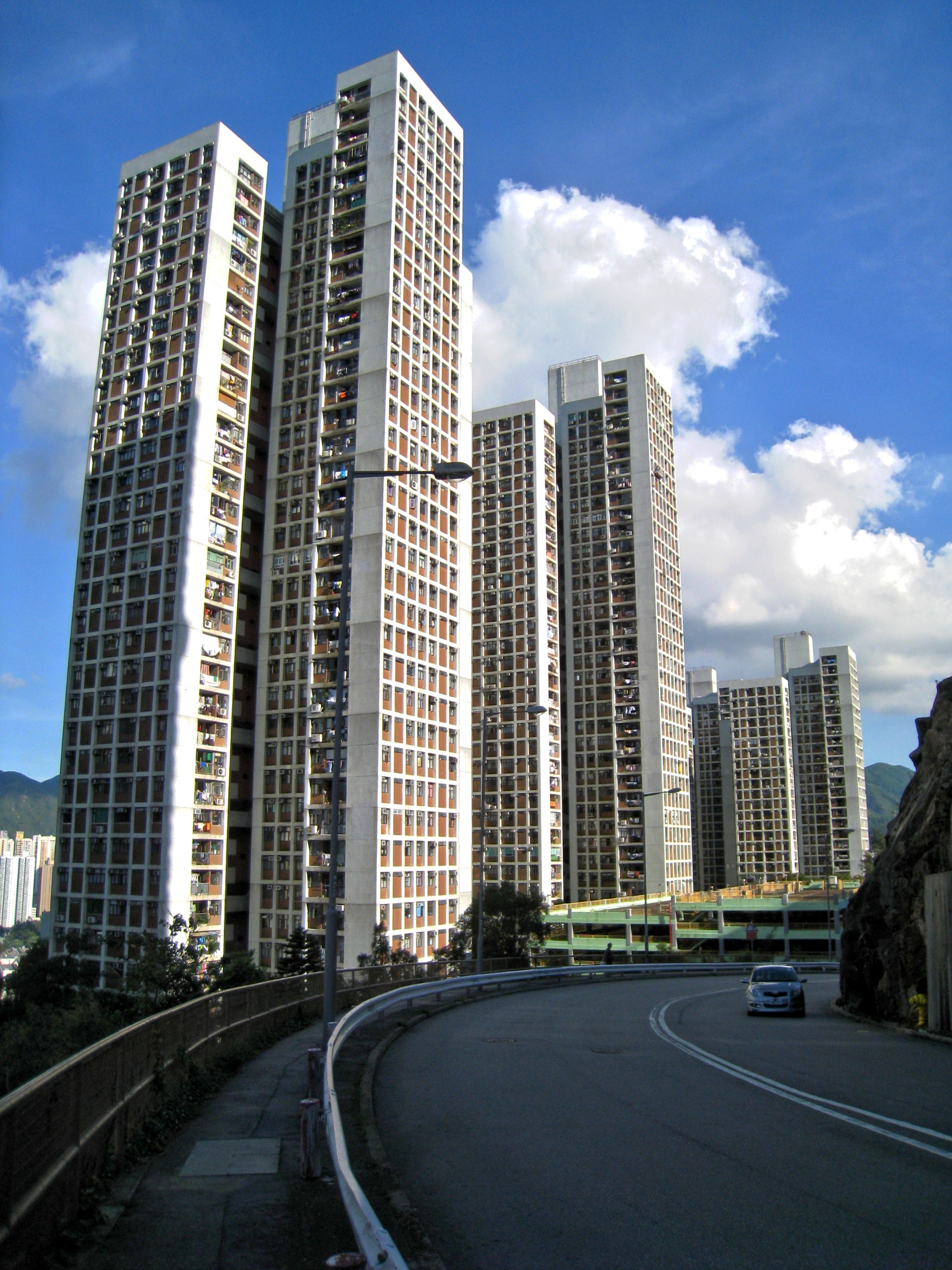
穗禾苑第2期樓宇（2008年7月）

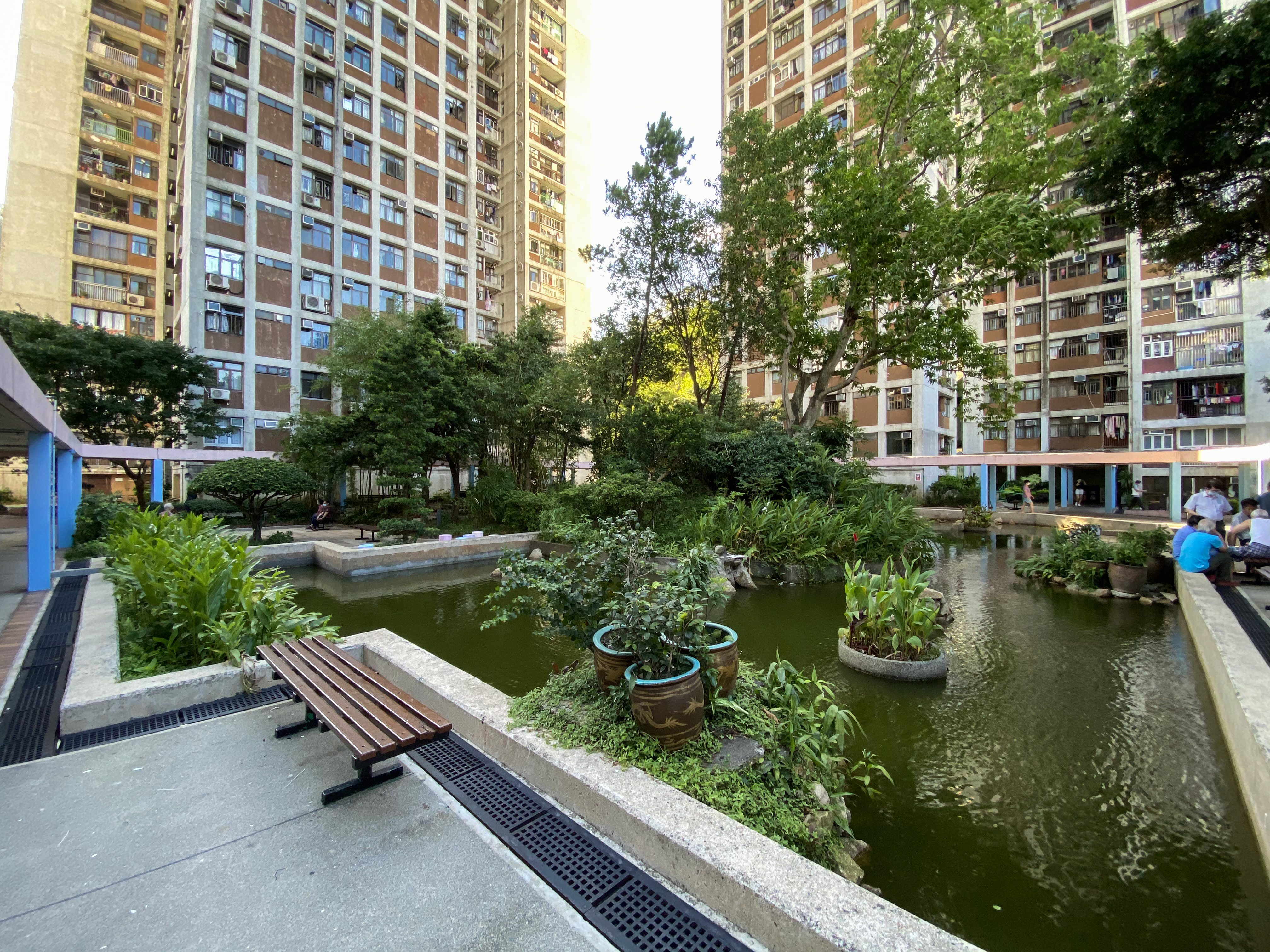
1期錦鯉池

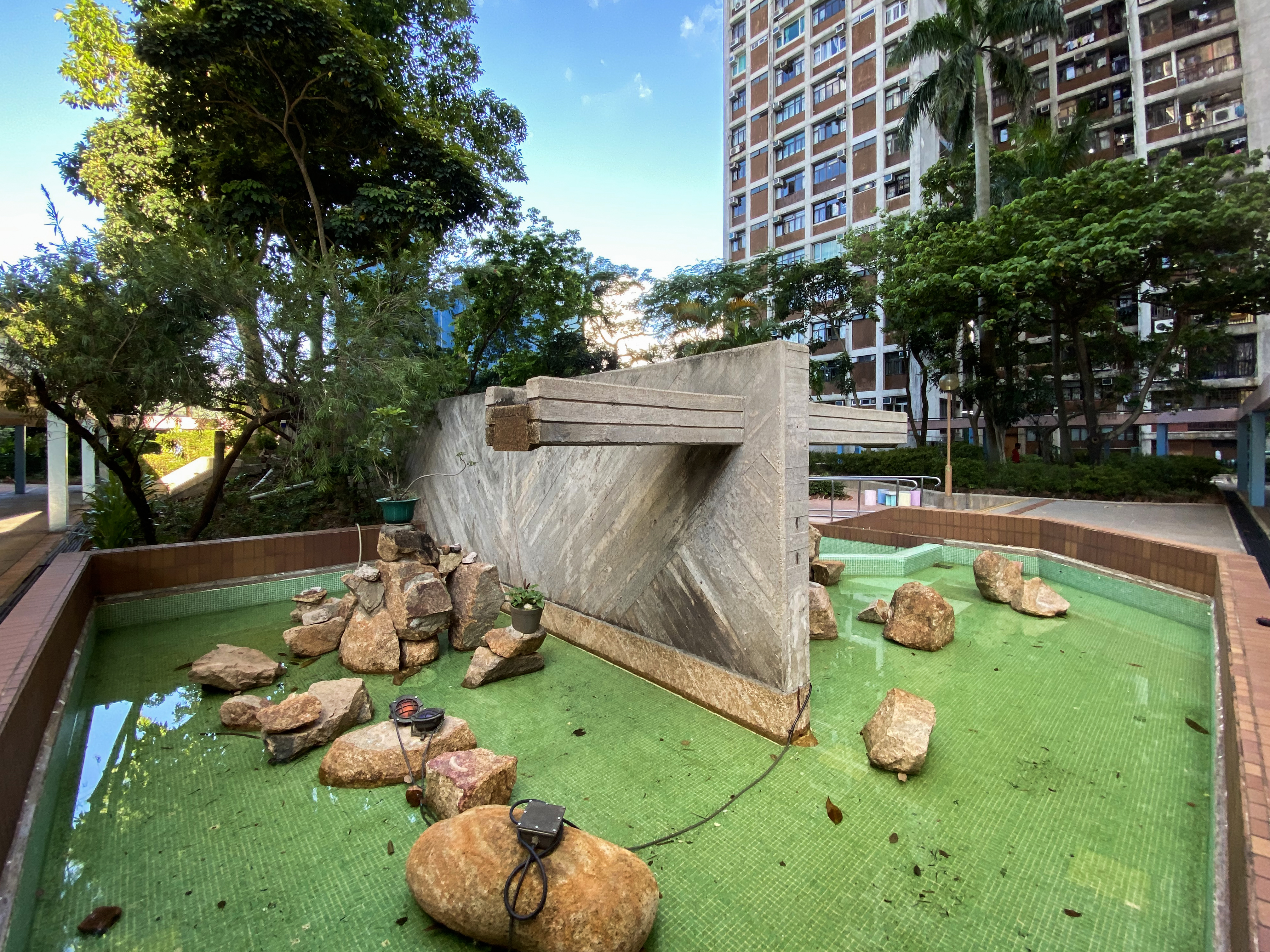
1期水池

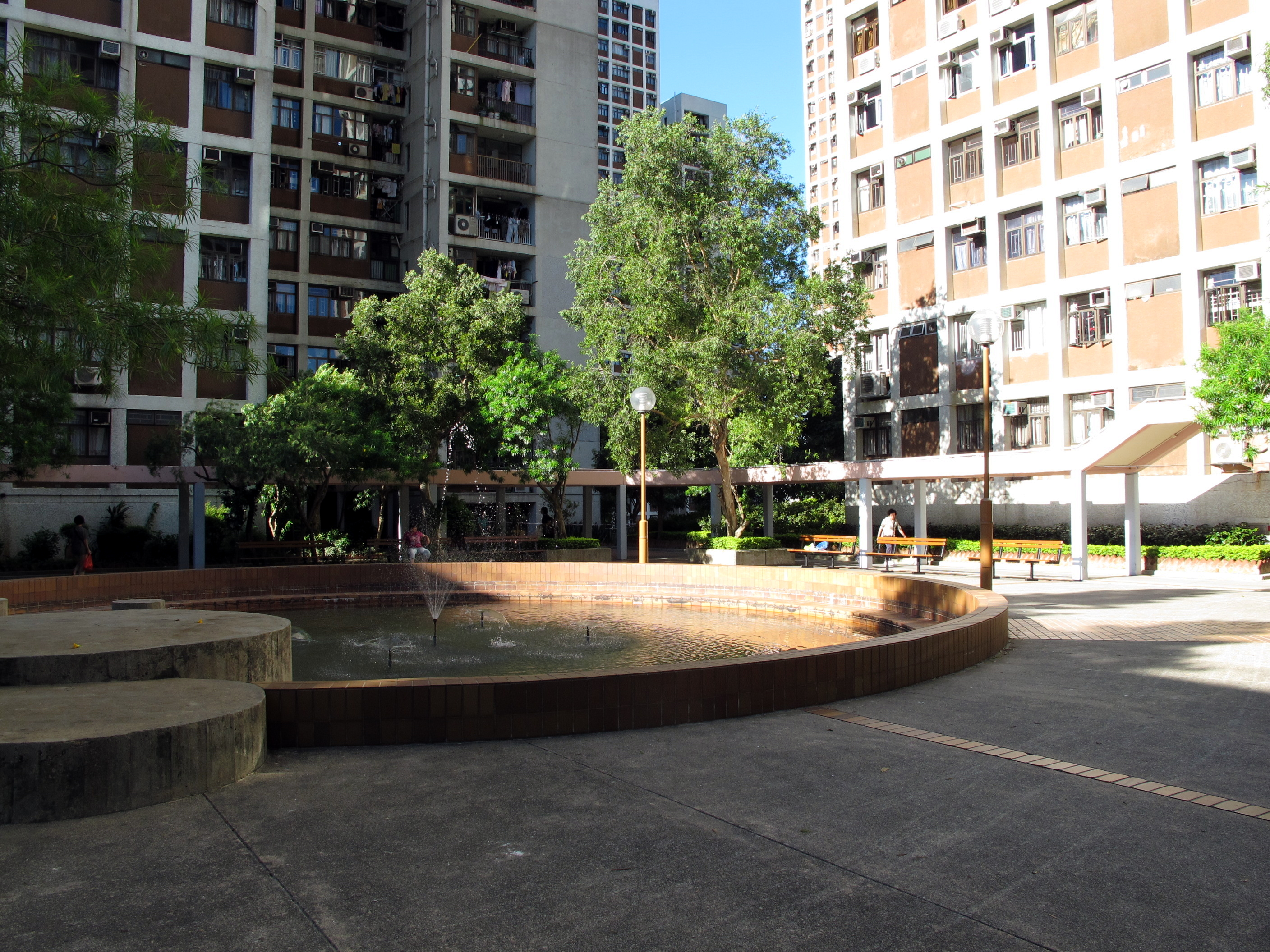
2期噴水池

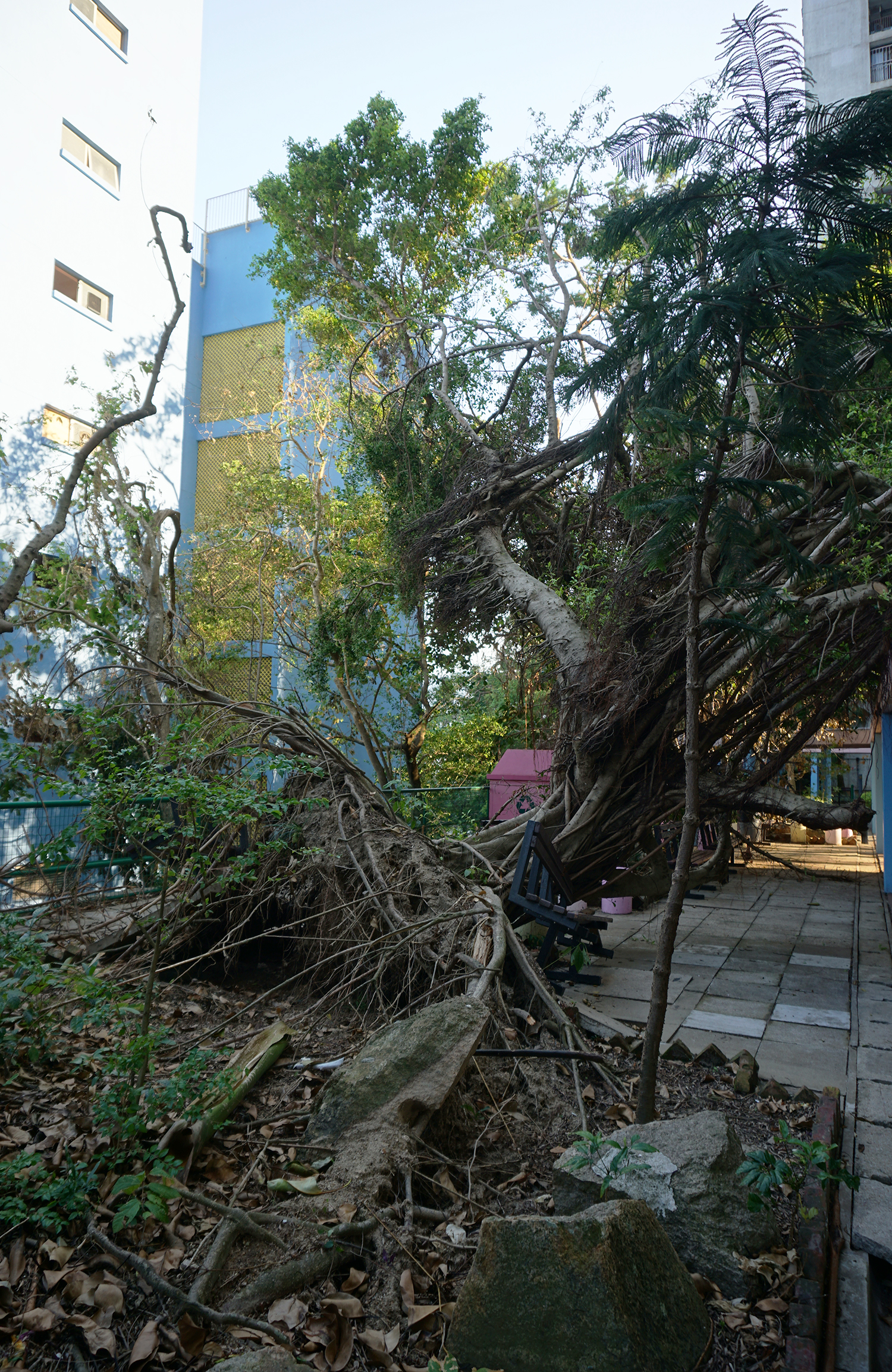
2018年超強颱風山竹正面吹襲香港，導致苑內大樹連根拔起，壓毀座椅

穗禾苑（英語：Sui Wo Court）是香港居者有其屋計劃（居屋）第一期的首個屋苑，於1980年落成，由巴馬丹拿建築及工程師有限公司設計，新昌營造承建。穗禾苑巍峨聳立在香港新界沙田西北部的火炭，前馬場填海挖泥區山坡上，以天橋貫通不同高度之平台，俯瞰整個沙田市中心，讓很多單位可眺望沙田、沙田馬場、禾輋邨、瀝源邨以及吐露港。
屋苑設施能提供居民基本的生活需要，使到這個擁有約15,000多人口的屋苑成為一個自給自足的小社區。跟一般居屋不同，穗禾苑所有單位均不用補地價，而一律都可以在公開市場自由轉讓。

## 屋苑資料
穗禾苑分為第1期（A-F座）及第2期（G、H及J座），共9座，每座36層高，錯層式十字型設計大廈，合共提供3,501個單位。
屋苑於設計上將9座大廈分為3組，每組由3座大廈組成，排列成「品」字，而三組又排列成另一個「品」字。每組各有自己的廣場，美化花園及遊玩場地，並設有有蓋行人通道直接通往購物商場。由於地理上的關係，位於較高位置的第2期3座大廈，更有兩部升降機及有蓋行人天橋連接第1期及商場。
由2016年9月1日起，住宅部份由富城物業管理有限公司負責管理。前管理公司為啓勝管理服務有限公司。

### 樓宇
屋苑有九座大廈，詳情如下：
| 樓宇名稱（座號） | 門牌號碼   | 樓宇類型                          | 大廈主色         | 落成年份 | 樓宇層數 （住宅層數） | 每層伙數 | 單位數目（伙） | 建築師                                  | 承建商   | 提供升降機的廠商 (更換前) | 提供升降機的廠商 (更換後)            | 期數 |
| ---------------- | ---------- | --------------------------------- | ---------------- | -------- | --------------------- | -------- | -------------- | --------------------------------------- | -------- | ------------------------- | ------------------------------------ | ---- |
| 豐裕閣（A座）    | 穗禾路5號  | 非標準型 （錯層式十字型設計大廈） | 黃色、白色、啡色 | 1980年   | 36 （1-36樓）         | 12       | 389            | 木下一 （巴馬丹拿建築及工程師有限公司） | 新昌營造 | 奧的斯 VIP-260 (DC)       | 奧的斯 SkyWay [Elevonic 413M] (VVVF) | 1    |
| 豐逸閣（B座）    | 穗禾路7號  | 非標準型 （錯層式十字型設計大廈） | 黃色、白色、啡色 | 1980年   | 36 （1-36樓）         | 12       | 389            | 木下一 （巴馬丹拿建築及工程師有限公司） | 新昌營造 | 奧的斯 VIP-260 (DC)       | 奧的斯 SkyWay [Elevonic 413M] (VVVF) | 1    |
| 豐年閣（C座）    | 穗禾路9號  | 非標準型 （錯層式十字型設計大廈） | 黃色、白色、啡色 | 1980年   | 36 （1-36樓）         | 12       | 389            | 木下一 （巴馬丹拿建築及工程師有限公司） | 新昌營造 | 奧的斯 VIP-260 (DC)       | 奧的斯 SkyWay [Elevonic 413M] (VVVF) | 1    |
| 慶宏閣（D座）    | 穗禾路15號 | 非標準型 （錯層式十字型設計大廈） | 綠色、白色、啡色 | 1980年   | 36 （1-36樓）         | 12       | 389            | 木下一 （巴馬丹拿建築及工程師有限公司） | 新昌營造 | 奧的斯 VIP-260 (DC)       | 奧的斯 SkyWay [Elevonic 413M] (VVVF) | 1    |
| 慶盛閣（E座）    | 穗禾路17號 | 非標準型 （錯層式十字型設計大廈） | 綠色、白色、啡色 | 1980年   | 36 （1-36樓）         | 12       | 389            | 木下一 （巴馬丹拿建築及工程師有限公司） | 新昌營造 | 奧的斯 VIP-260 (DC)       | 奧的斯 SkyWay [Elevonic 413M] (VVVF) | 1    |
| 慶安閣（F座）    | 穗禾路19號 | 非標準型 （錯層式十字型設計大廈） | 綠色、白色、啡色 | 1980年   | 36 （1-36樓）         | 12       | 389            | 木下一 （巴馬丹拿建築及工程師有限公司） | 新昌營造 | 奧的斯 VIP-260 (DC)       | 奧的斯 SkyWay [Elevonic 413M] (VVVF) | 1    |
| 詠茂閣（G座）    | 穗禾路6號  | 非標準型 （錯層式十字型設計大廈） | 紅色、白色、啡色 | 1981年   | 36 （1-36樓）         | 12       | 389            | 木下一 （巴馬丹拿建築及工程師有限公司） | 新昌營造 | 奧的斯 VIP-260 (DC)       | 奧的斯 SkyWay [Elevonic 413M] (VVVF) | 2    |
| 詠昌閣（H座）    | 穗禾路8號  | 非標準型 （錯層式十字型設計大廈） | 紅色、白色、啡色 | 1981年   | 36 （1-36樓）         | 12       | 389            | 木下一 （巴馬丹拿建築及工程師有限公司） | 新昌營造 | 奧的斯 VIP-260 (DC)       | 奧的斯 SkyWay [Elevonic 413M] (VVVF) | 2    |
| 詠興閣（J座）    | 穗禾路10號 | 非標準型 （錯層式十字型設計大廈） | 紅色、白色、啡色 | 1981年   | 36 （1-36樓）         | 12       | 389            | 木下一 （巴馬丹拿建築及工程師有限公司） | 新昌營造 | 奧的斯 VIP-260 (DC)       | 奧的斯 SkyWay [Elevonic 413M] (VVVF) | 2    |

### 建築設計
據當時負責此項目的建築師木下一所表示，屋苑以3座大樓為一組共用一個廣場，3層共用一部電梯（G、2、5、8、11、14、17、20、23、26、29、32、35樓），以及以3個單位為一組共用一條樓梯的設計，目的是為了加強鄰里守望相助的精神以減低罪案的發生，而開放式大堂也加強了自然通風和採光，各翼不同高度令立面更具特色，而這些獨特設計亦令穗禾苑榮獲1981年香港建築師學會銀獎。
較後時間落成的翠瑤苑亦採用相同圖則設計，其後落成的興民邨及祈德尊新邨也採用了這樣的開放式大堂及錯層式設計，可惜時至今日因這類設計不符2008年暢通無阻的通道設計作業守則而停用。

### 商業設施

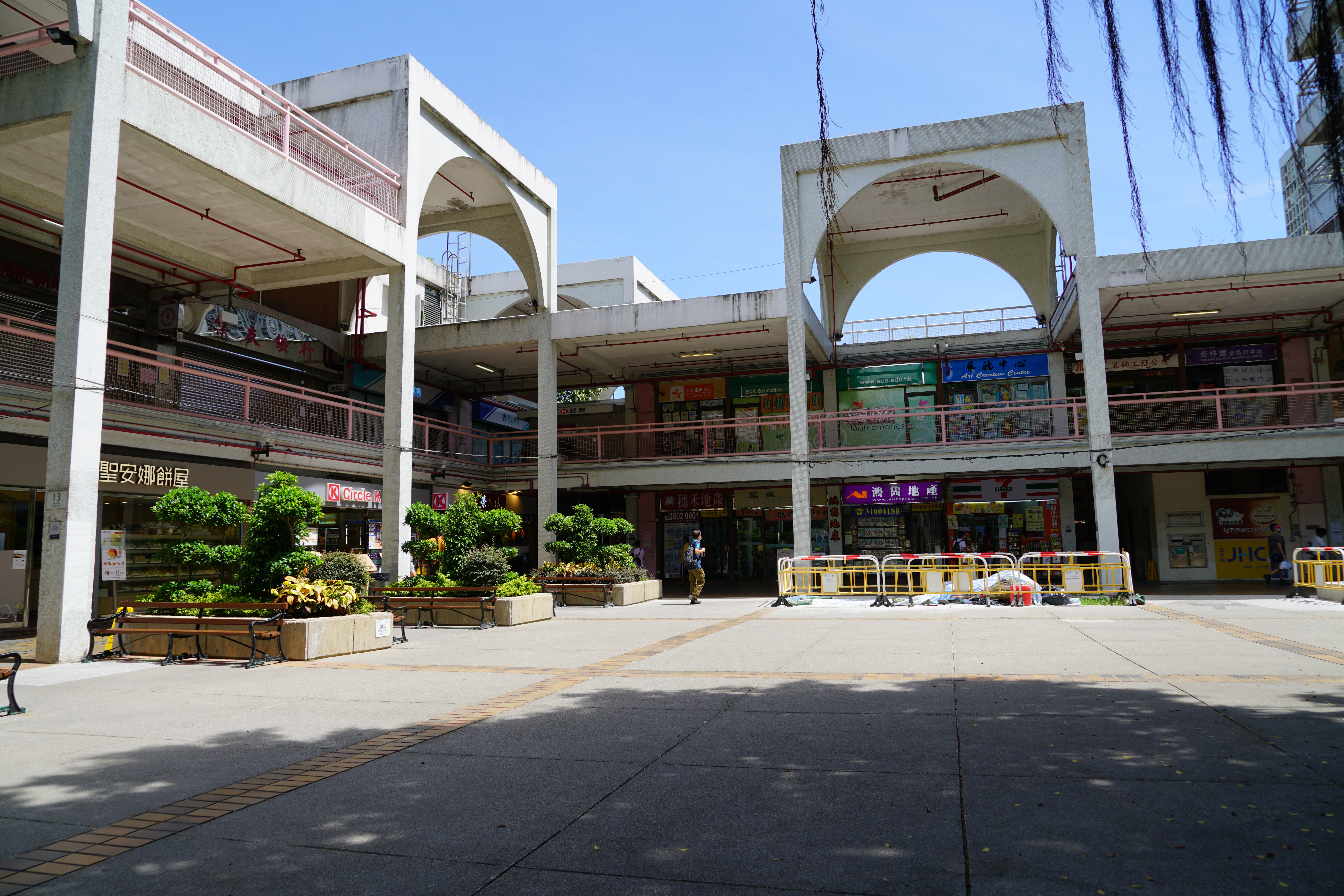
穗禾商場外貌

#### 商場
穗禾商場，位於穗禾路13號，原為香港房屋委員會物業。商場樓高4層，屬開放式設計，設有各式店舖。地庫為長者鄰舍中心及預留給中式酒樓之舖位(現已租給759阿信屋)，地下（G/F）主要為零售商店（包括超級市場、便利店、時裝店、文具店），還有食肆及地產；二樓（1/F）主要為服務行業（包括銀行、診所、補習社）等；三樓（2/F）原為穗禾苑管理處，2023年7月1日將有一所24小時健身中心開幕。
2005年，房委會將商場售予領匯房地產信託基金。2016年12月，英皇國際以7.288億元投得穗禾苑商場及停車場。不過公用地方維修費一直由住戶負責支付。其中2部升降機自2000年起歸入法團負責範圍內，截至2019年3月，累積款項逾3,000萬元。

#### 街市
位於穗禾商場地下，為英皇國際物業，屬開放式設計。到2020年6月，街市商戶接獲業主通知，表示將進行翻新工程，商戶需於月底前搬走。不過業主英皇未有對外公佈翻新詳情及相關安排，只表示不考慮設立臨時街市。而屋苑公契沒有規定必須設街市。
2021年街市經翻新後，大部份面積租予大快活，只剩下面向落貨區的6個街市檔位，提供蔬果、肉類及海鮮。

### 停車場
包括3個月租多層停車場、1個時租露天停車場及1個露天上落貨區。全部均為英皇國際物業，並由高泊停車場Hi Park管理。

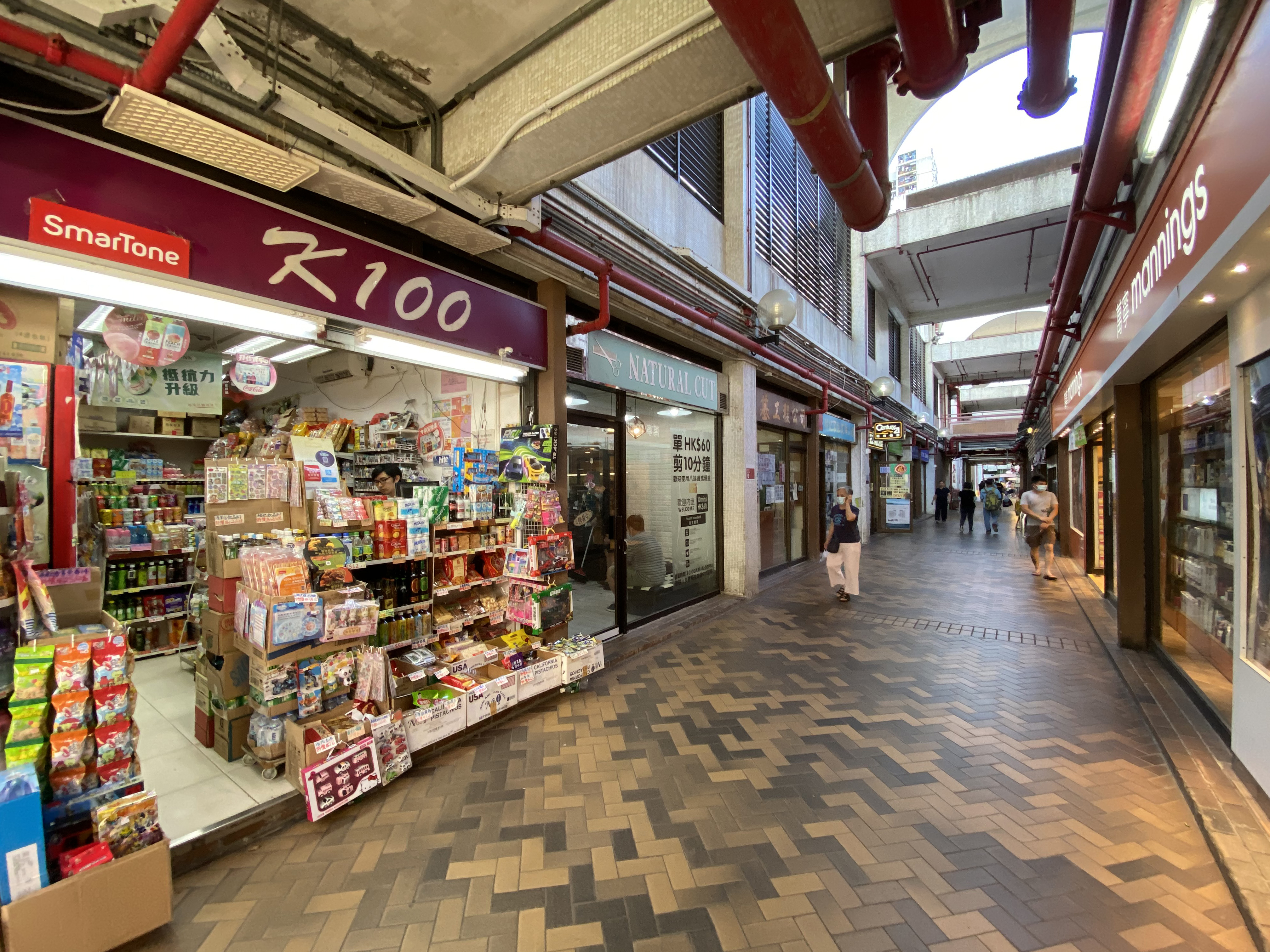
地下商場（2020年6月）
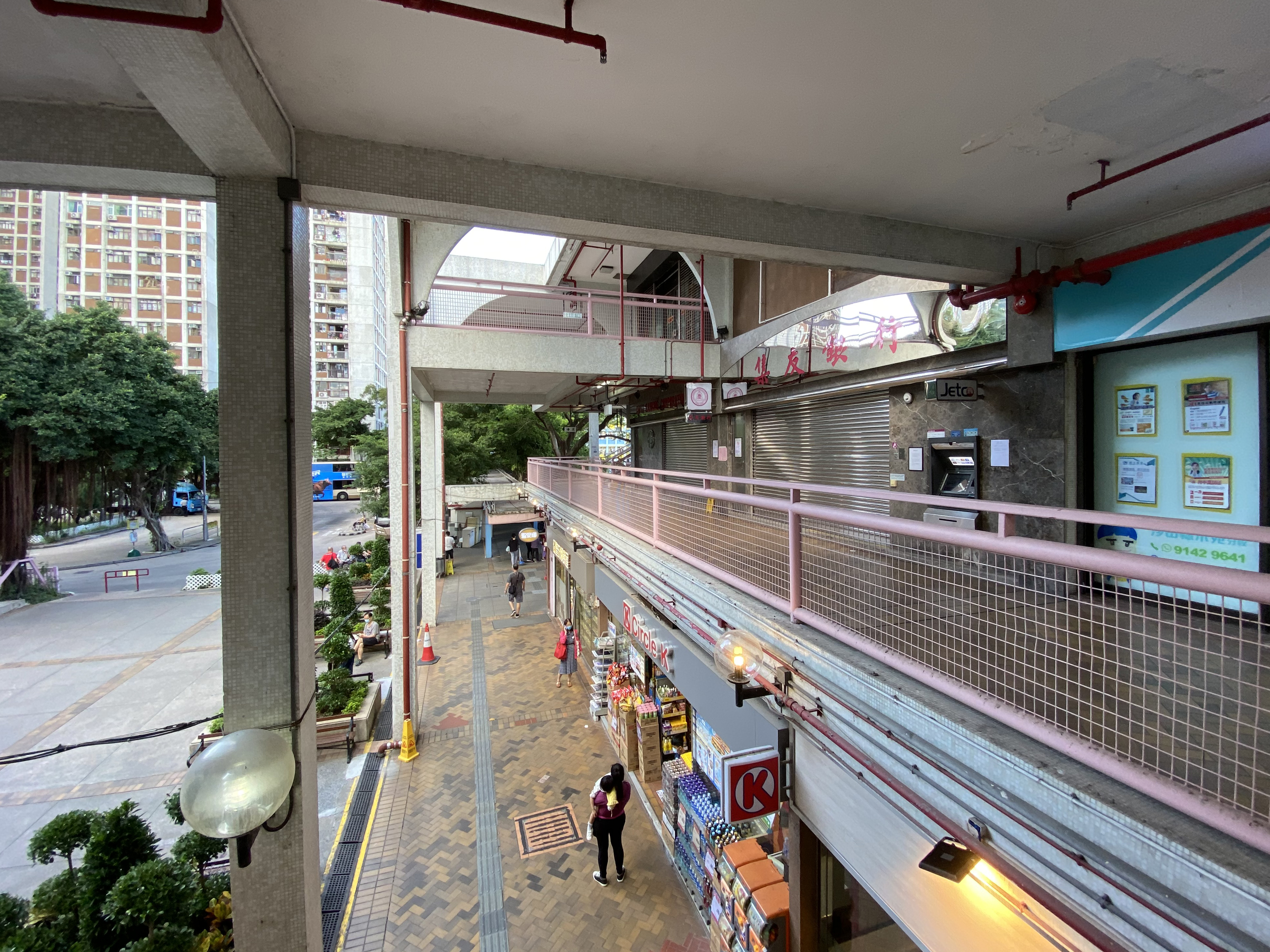
1樓商場（2020年6月）
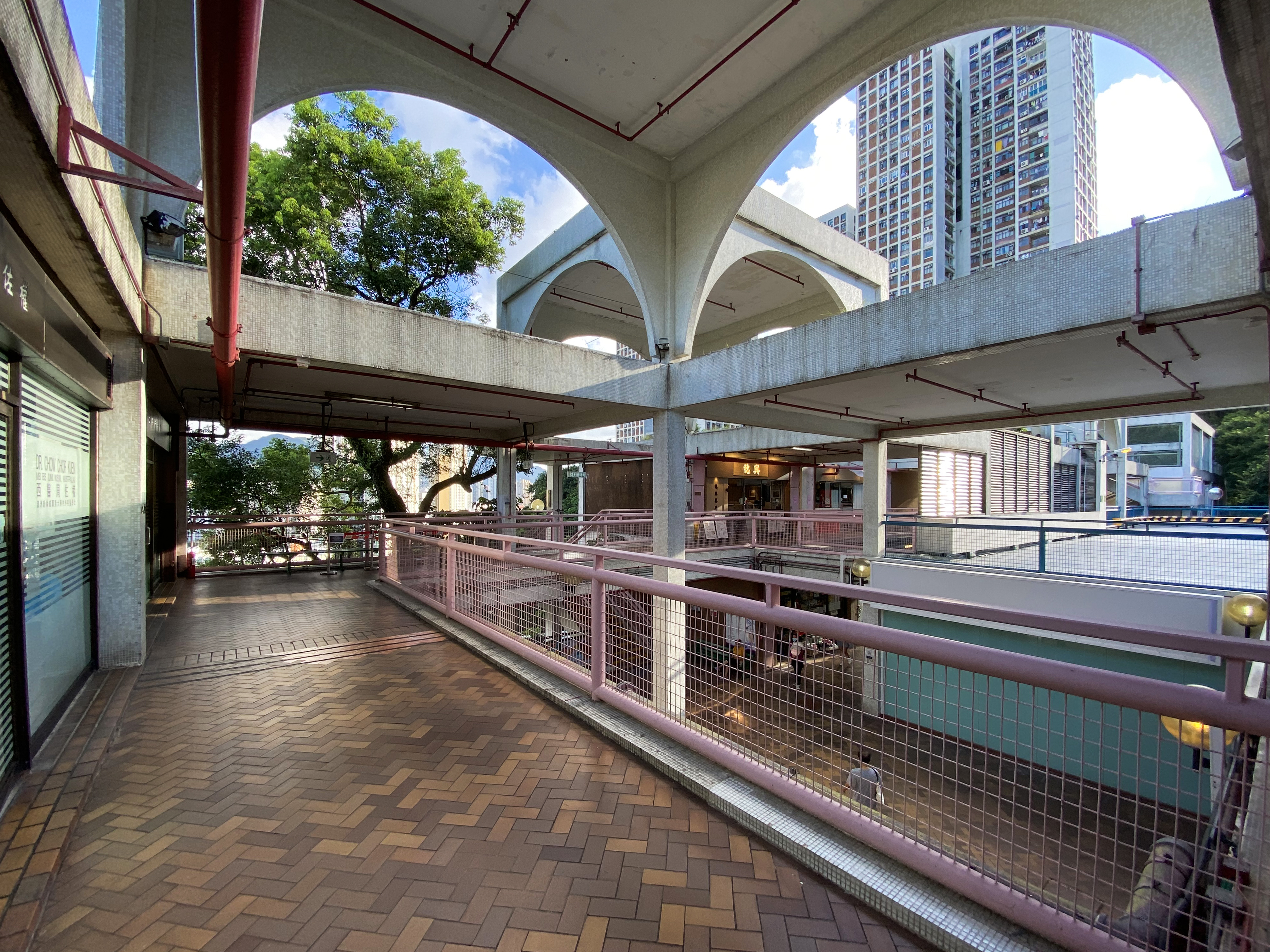
商場結構採用半圓形設計（2020年6月）
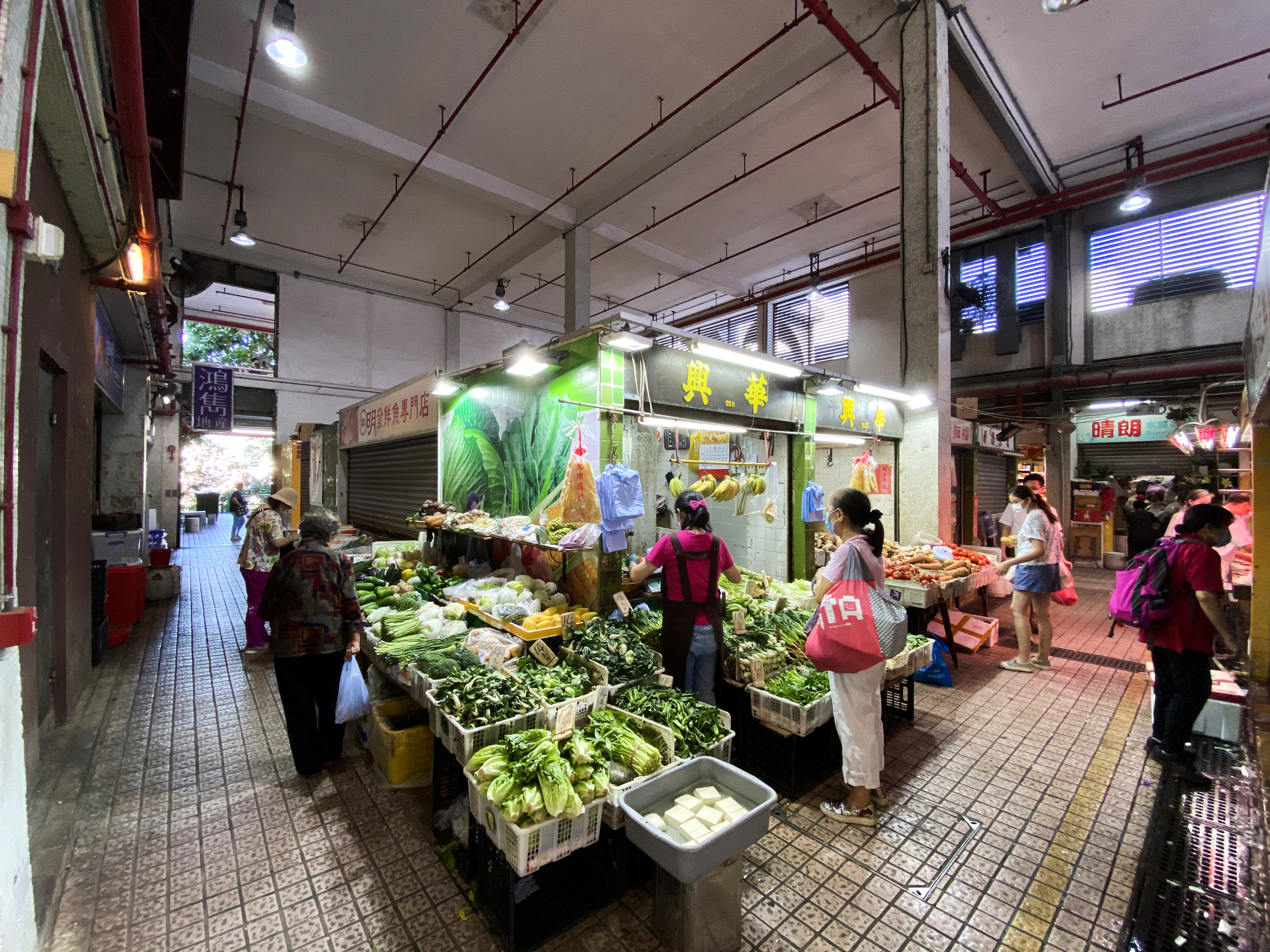
穗禾街市只有數間檔位（2020年6月）
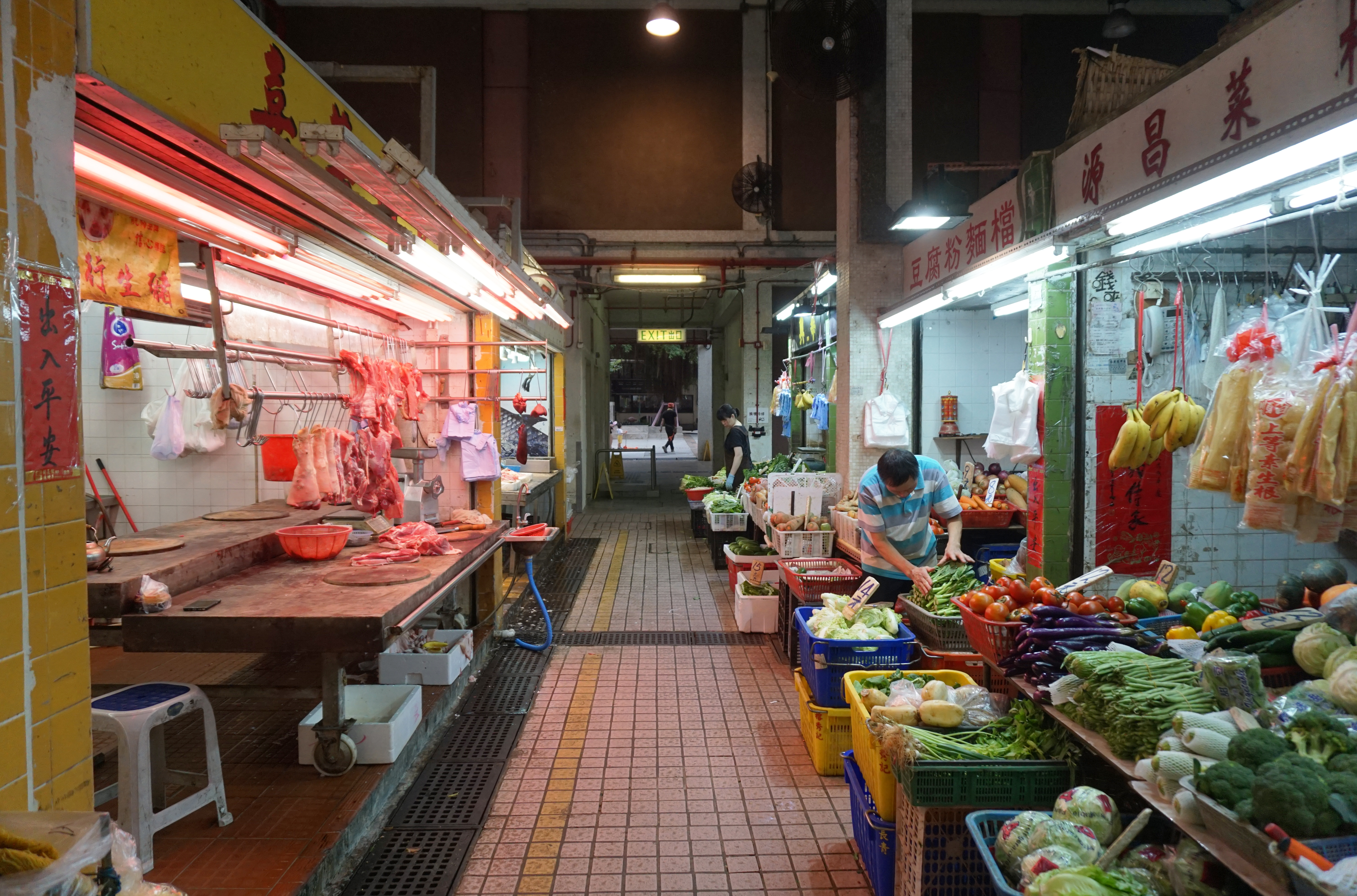
穗禾街市肉檔（2018年）
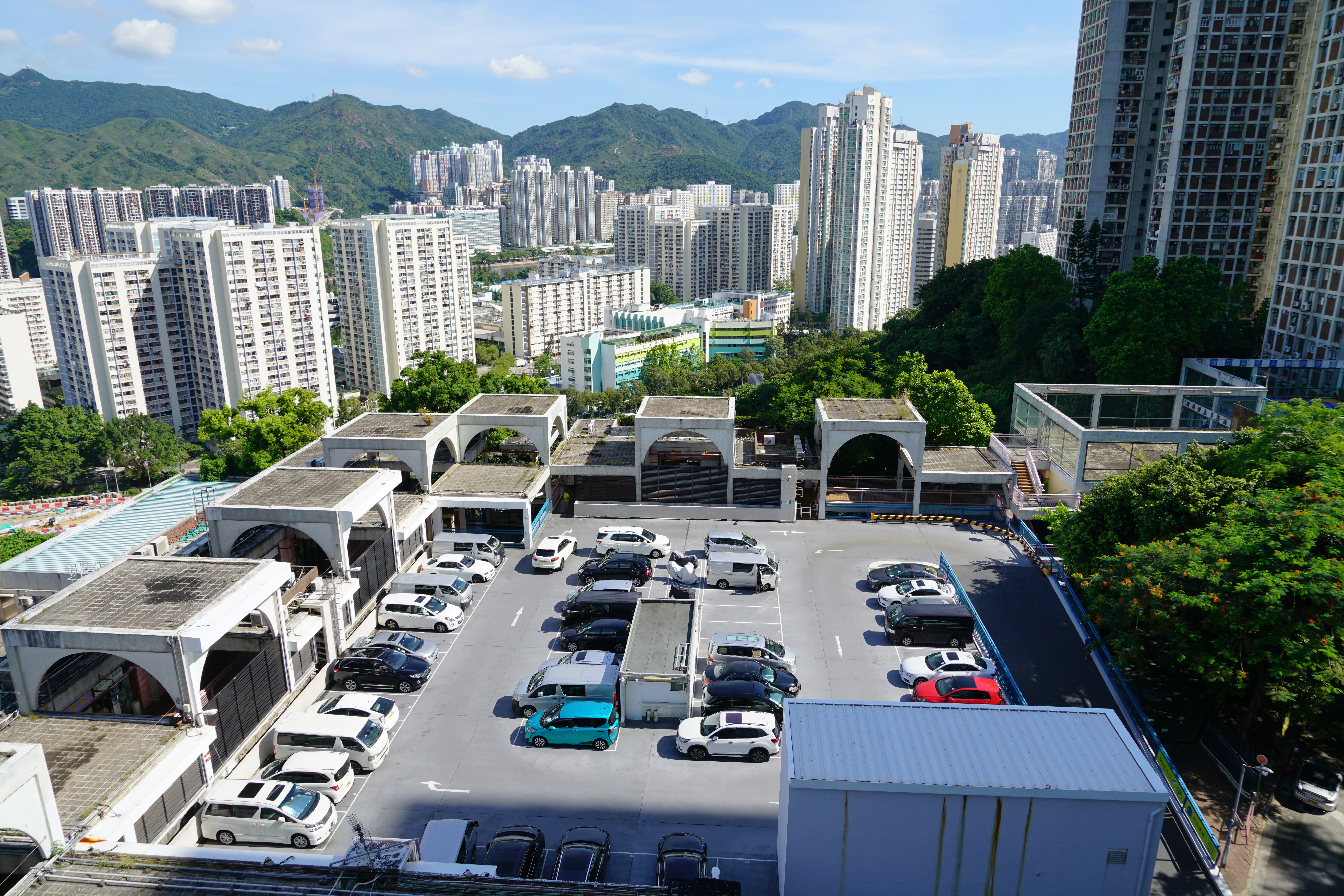
露天時租停車場

## 教育設施

### 幼稚園
- 保良局吳多泰幼稚園 （1980年創辦）（位於穗禾苑商場38G）
- 港九街坊婦女會孫方中幼兒園幼稚園（穗禾苑）（1982年創辦）（位於穗禾苑商場37號地下）

### 小學（已遷出）
- 保良局蕭漢森小學（位於穗禾路11號，於2024年遷往位於同區星凱·堤岸的新校舍）

## 社區設施

### 長者中心
- 仁愛堂香港台山商會長者鄰舍中心

### 社區中心
- 東華三院賽馬會沙田綜合服務中心穗禾服務處

### 郵政局
- 香港郵政流動郵政局二號服務站
  - 逢星期一、三及五（公眾假期除外）08:40-09:10停泊於穗禾廣場，為居民提供郵政服務。
- 郵箱（編號338）

### 公共圖書館
- 康樂及文化事務署香港公共圖書館流動圖書館二服務站
  - 每隔星期五（公眾假期除外）14:30-18:00，為居民提供圖書館服務。初期停泊於慶盛閣（E座）側近停車場入口，後停泊於豐裕閣（A座）側球場內，現停泊於詠茂閣（G座）側。

## 文康設施
- 穗禾廣場

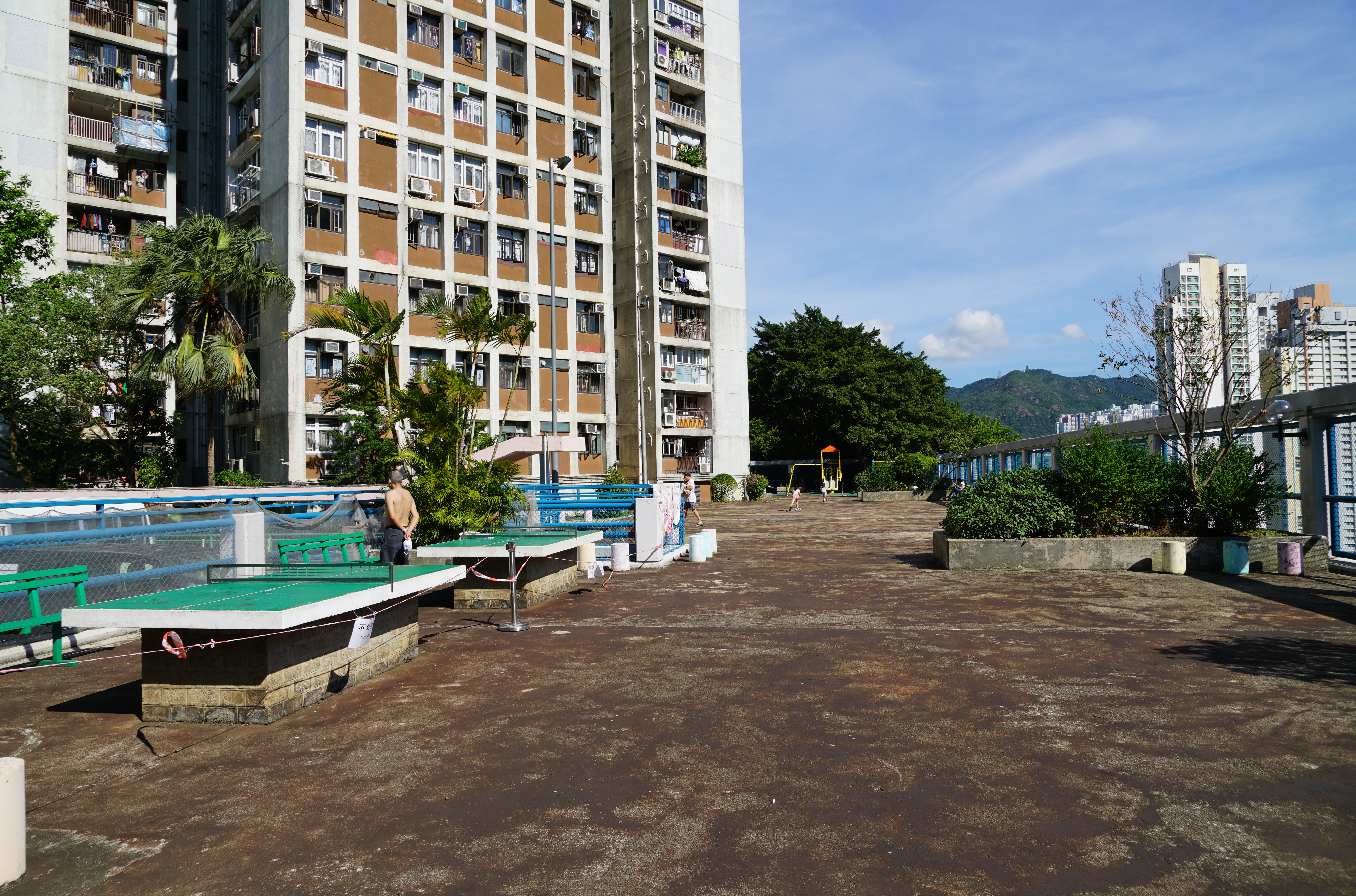
1期平台

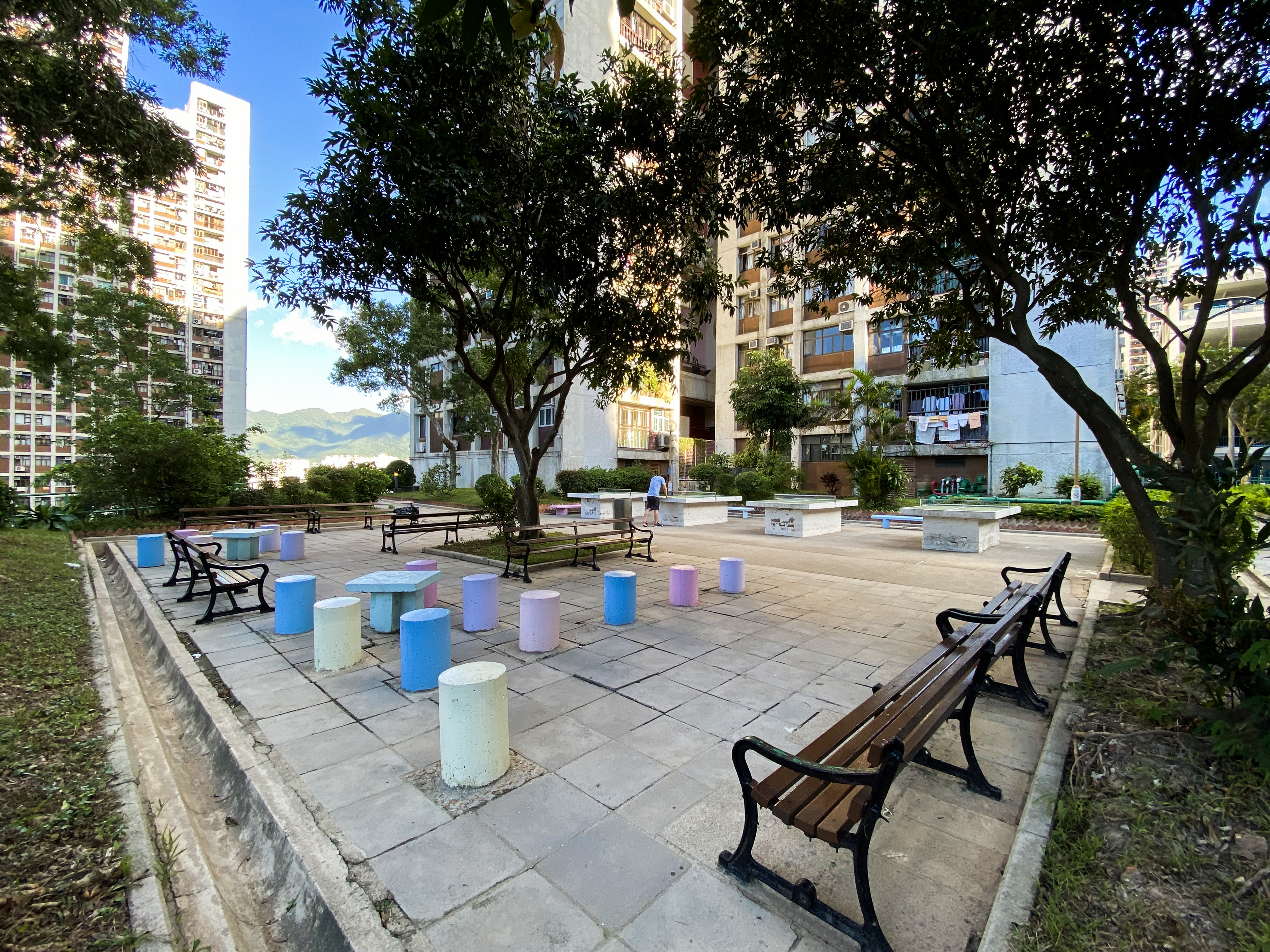
2期乒乓球桌和棋藝區

  - 位於穗禾商場側，毗鄰穗禾苑巴士總站，為一露天廣場。此亦為穗禾苑經常舉辦活動的地方。
- 小型硬地足球場（1個）
- 籃球場（2個）
- 多用途球場（3個）
- 兒童遊樂場（3個）
- 園景噴水池（4個）
- 長者健體園地（1個）
- 卵石徑（1條）
- 緩跑徑（1條）
- 乒乓球球桌（8張）

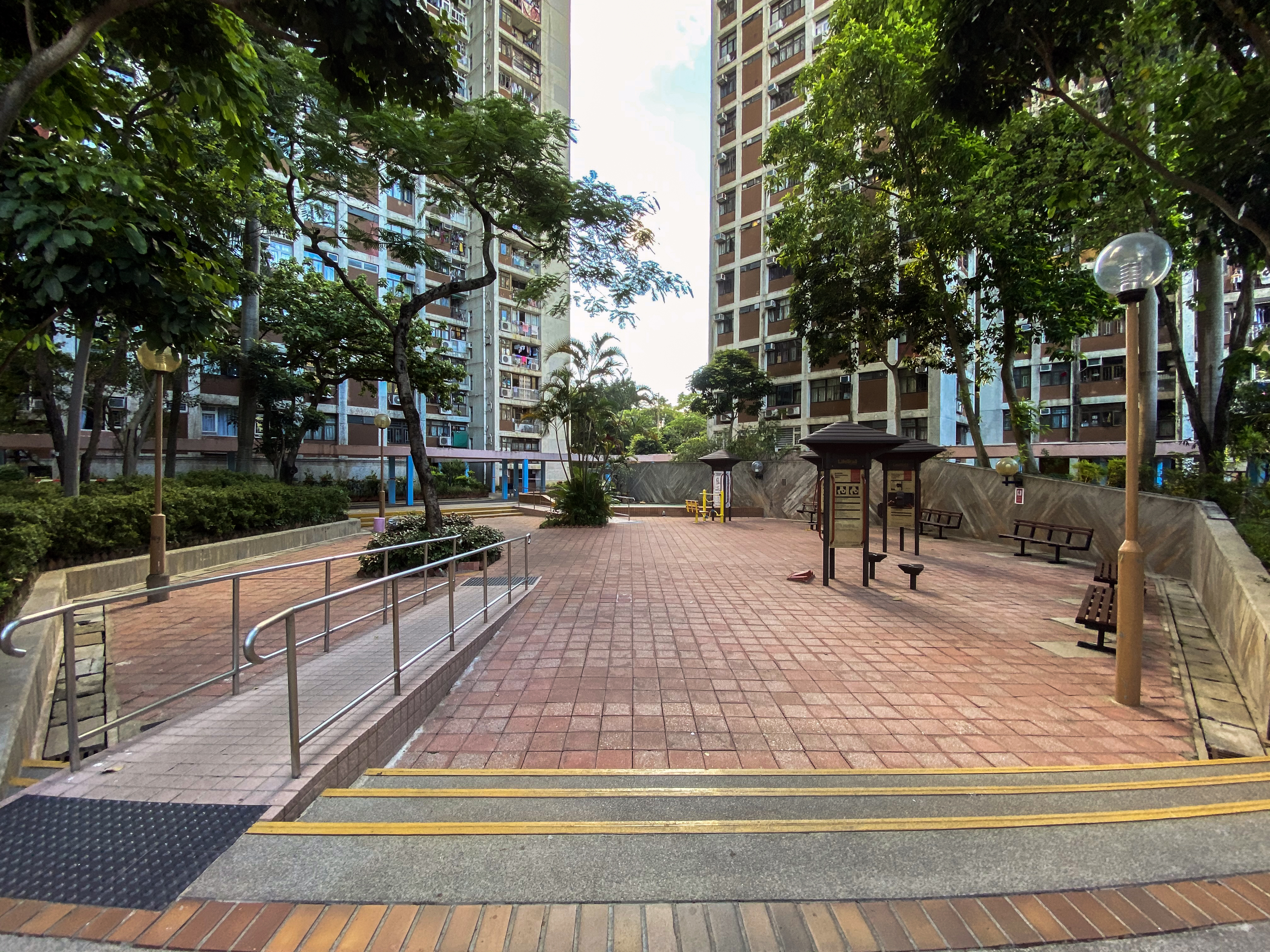
1期長者健體園地
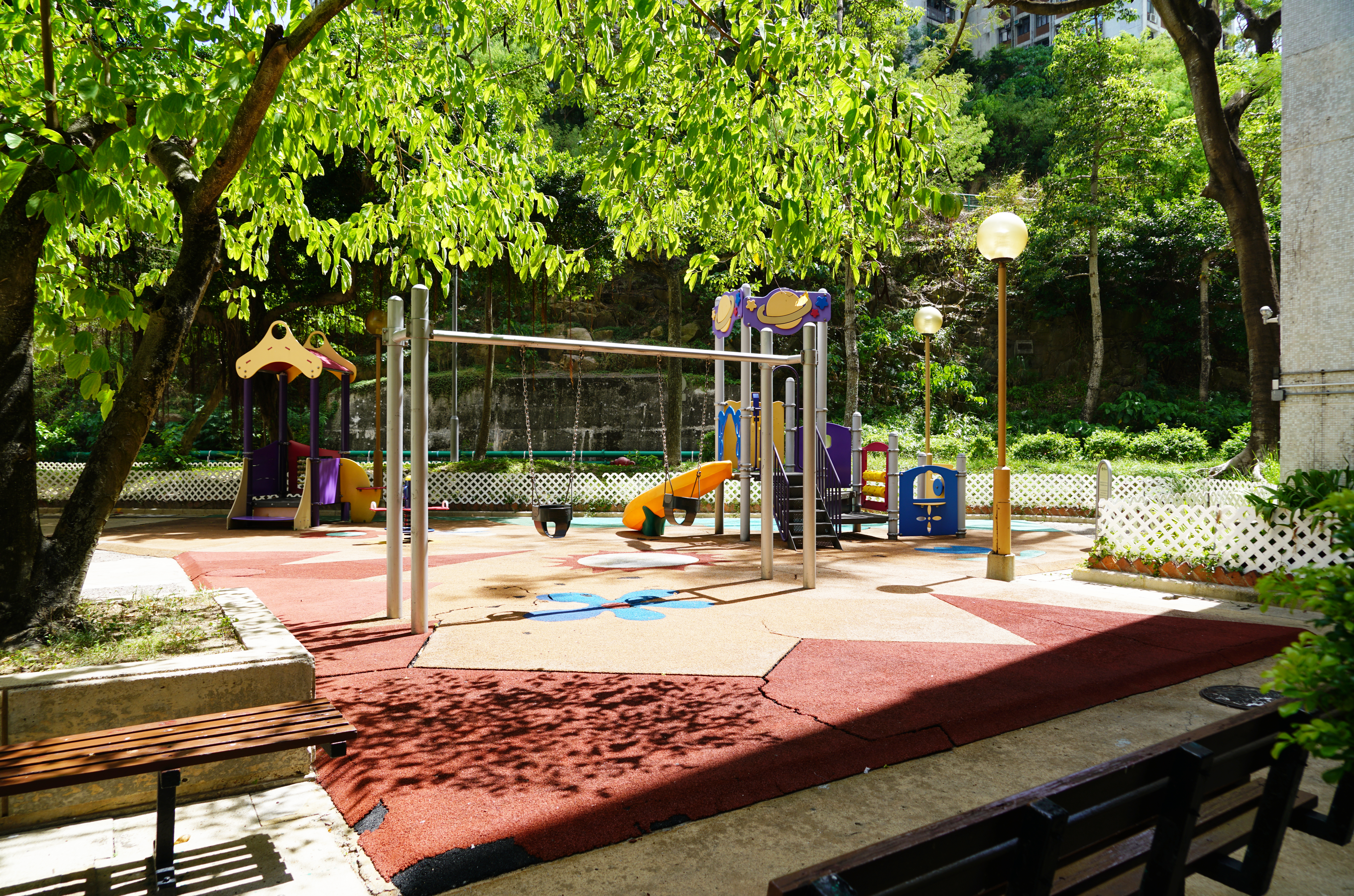
1期兒童遊樂場設彈簧椅、搖搖板、鞦韆及滑梯
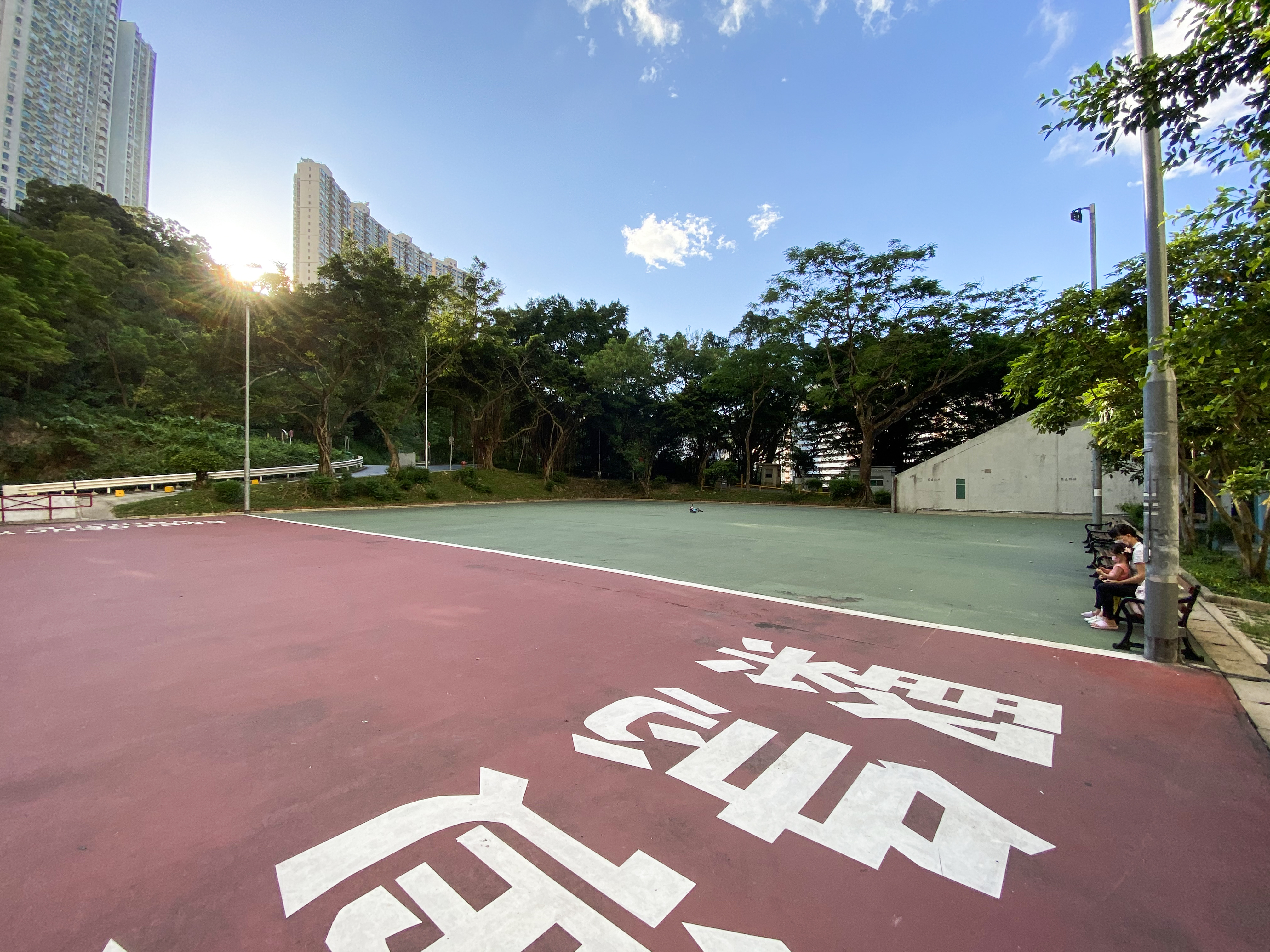
1期多用途球場
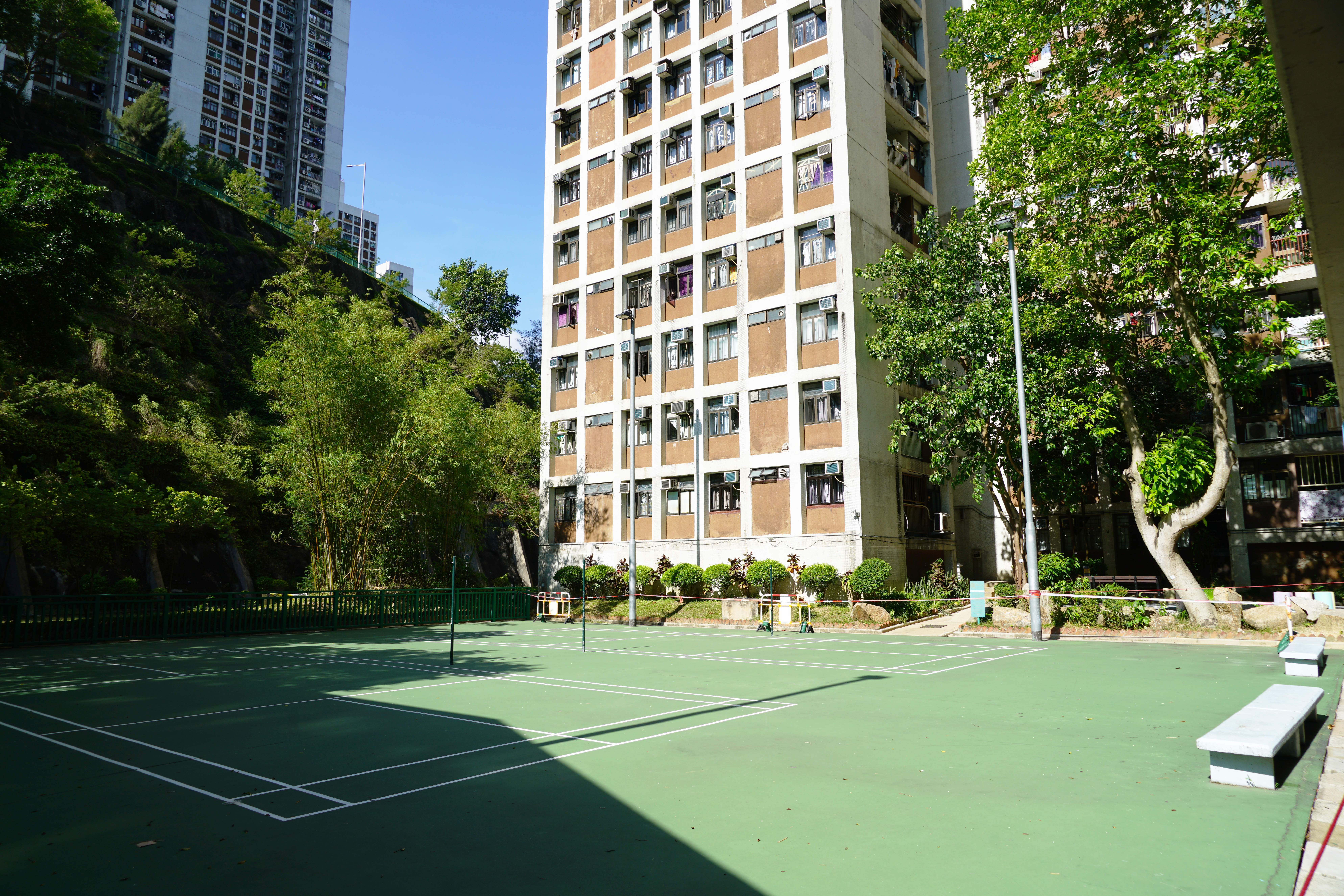
1期羽毛球場
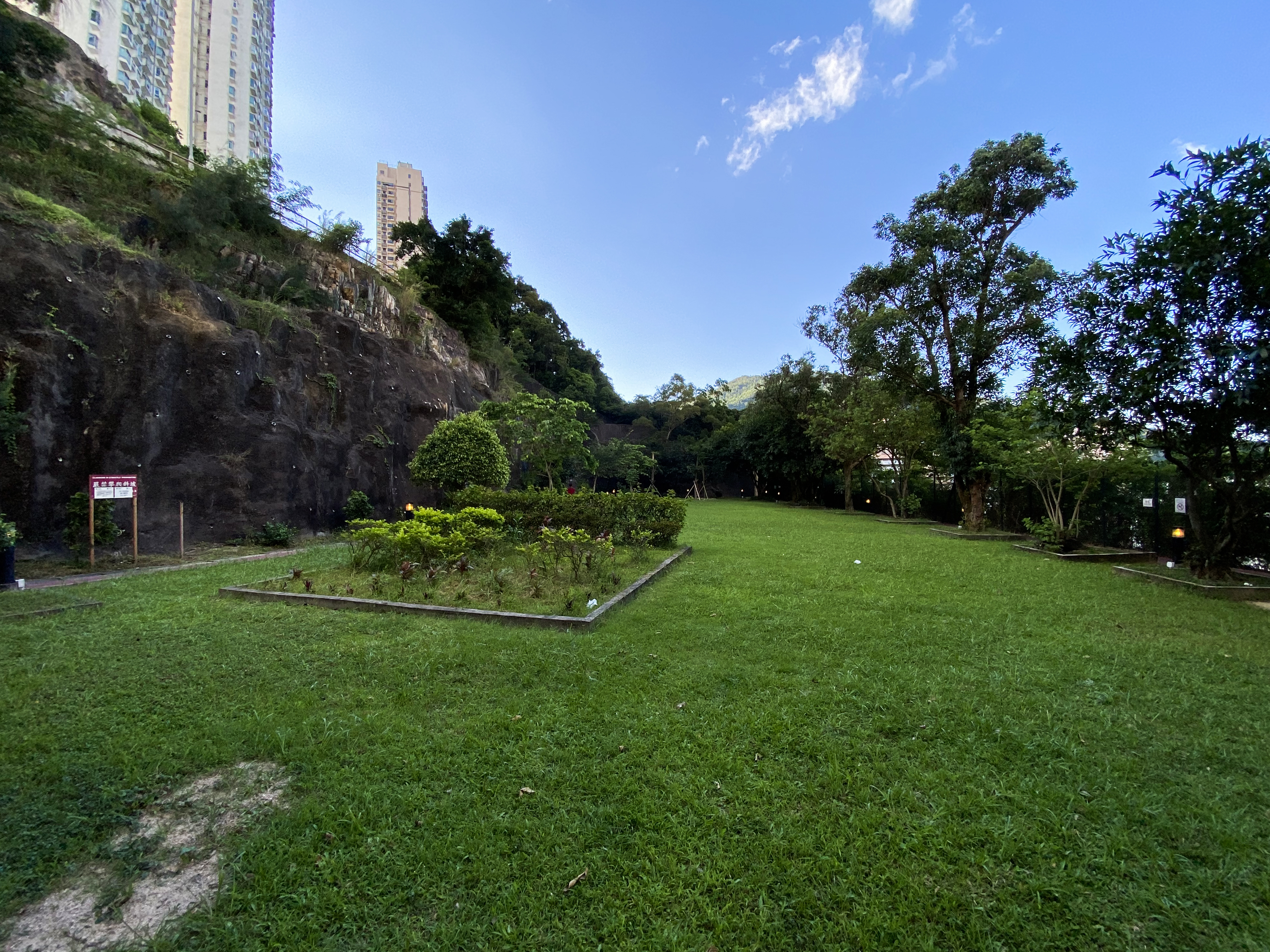
2期緩跑徑和草坪
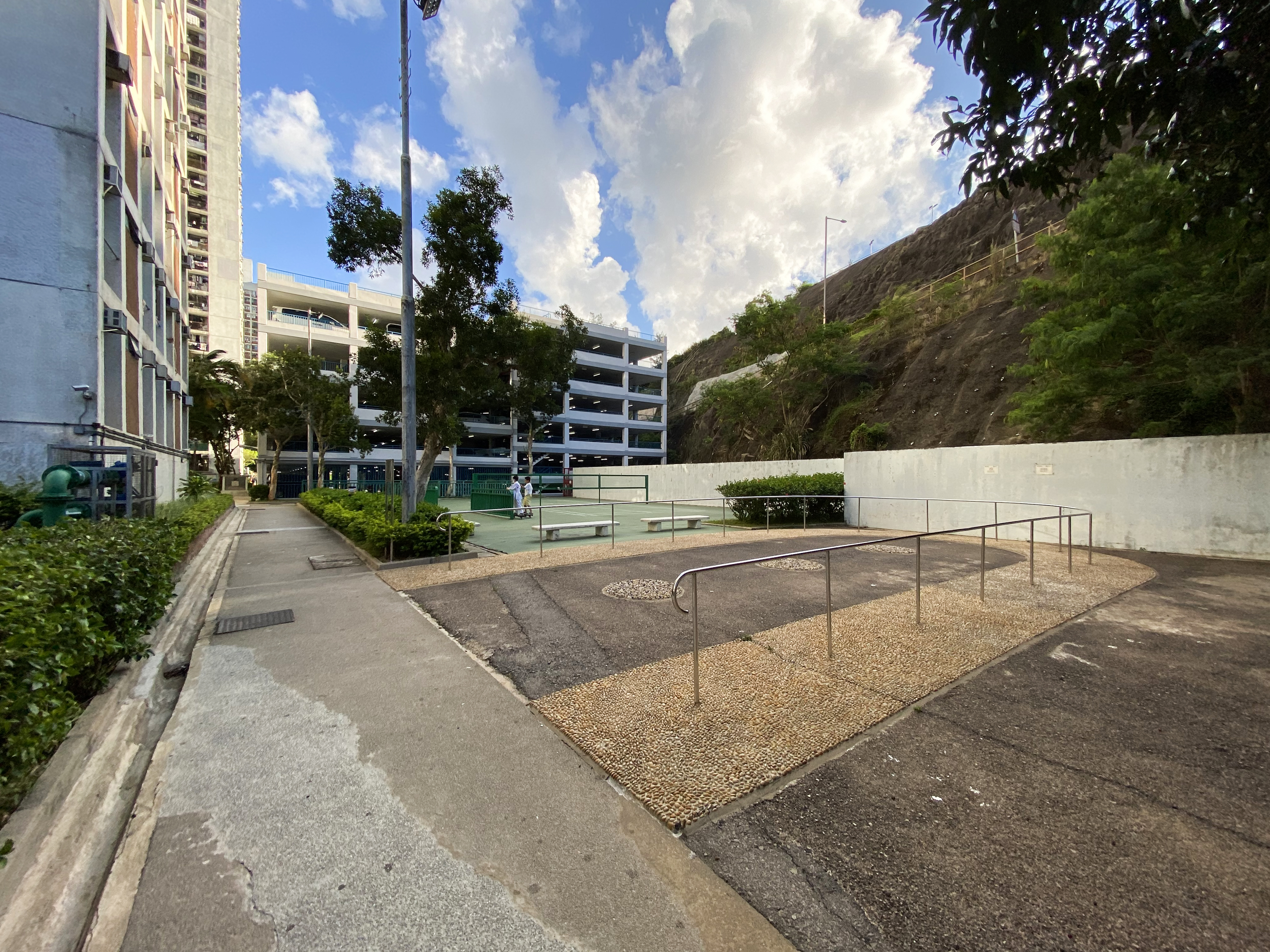
2期卵石路步行徑和羽毛球場（後）
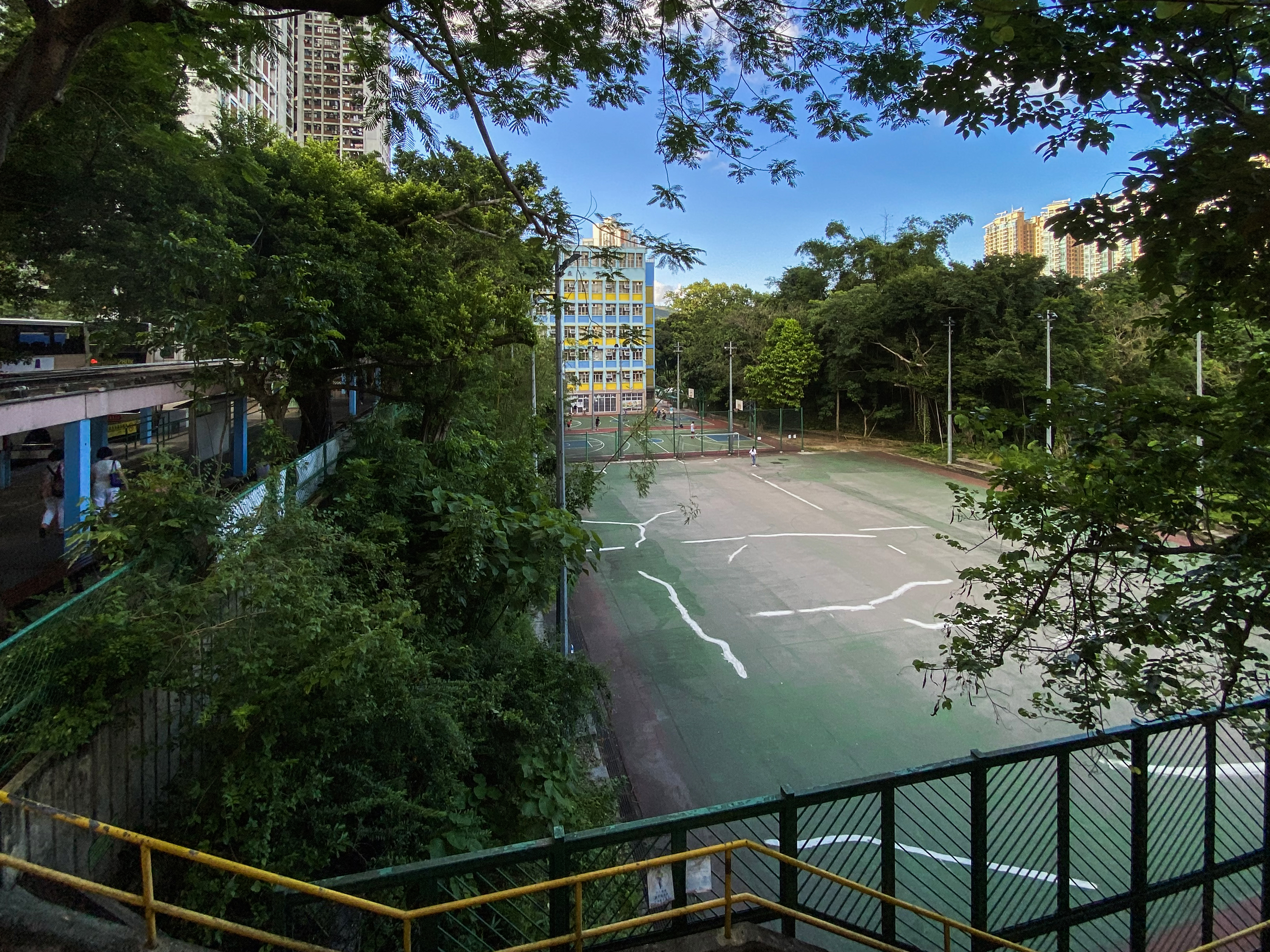
足球場（前）和籃球場（後）

## 其他設施
- 燒烤場
  - 位於穗禾苑通往港鐵火炭站之石級路未段，鄰近火炭路及食水環村。3個燒烤場，共設有10個燒烤爐，分別設於兩個高低不同之台階上。
- 環保回收箱
  - 三色回收箱（10套），設於各座地下大門外及穗禾商場
  - 玻璃回收箱（1個），設於穗禾廣場
  - 大型衣物回收箱（5個），分別設於A,B,C座通道、D,E,F座通道、第二期通道、穗禾廣場及穗禾商場。除由領展設於商場範圍之收集箱外，其餘收集箱所收集得之舊衣，將賣給舊衣回收公司，所得之收入會撥歸屋苑管理賬目內。
- 電訊盈科公共電話亭
  - 設於穗禾商場
- 港鐵特惠站
  - 設於穗禾商場，在特惠站拍卡後，於港鐵火炭站入閘可享有車費優惠。
- 順便智能櫃（3個）

## 交通

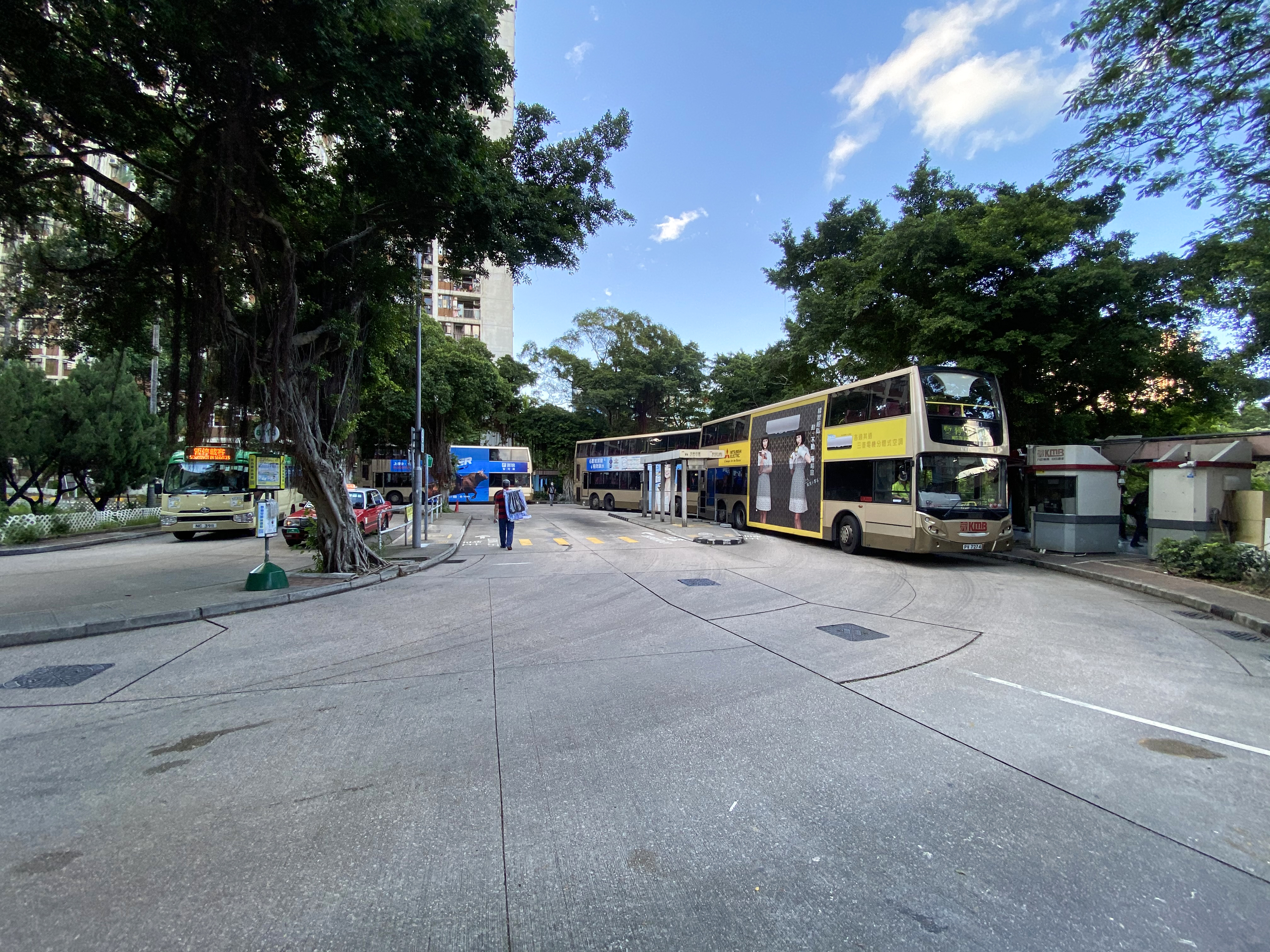
穗禾苑巴士總站

## 業主組織
穗禾苑業主立案法團為屋苑之法定組織，前身為穗禾苑九座各自設立之互助委員會。
穗禾苑小業主聯會是根據《社團條例》登記為合法社團組織，由一班屋苑的業主及居民組成。

## 所屬區議會
穗禾苑所屬選區為沙田區議會穗禾。而在立法會地區直選當中，原屬於新界東（LC5）選區，但於2021年起更改為新界東北選區（LC10）。

### 歷任議員
| 屆別           | 議員   | 政治聯繫 | 政治聯繫 |
| -------------- | ------ | -------- | -------- |
| 1994年－1999年 | 彭長緯 |          | 民建聯   |
| 2000年－2003年 | 彭長緯 |          | 民建聯   |
| 2004年－2007年 | 彭長緯 |          | 民建聯   |
| 2008年－2011年 | 彭長緯 |          | 民建聯   |
| 2012年－2015年 | 彭長緯 |          | 民建聯   |
| 2016年－2019年 | 彭長緯 |          | 民建聯   |
| 2020年－2021年 | 麥梓健 |          | 公民黨   |
| 2021年－2023年 | 出缺   |          |          |

## 相關名人
以下名人曾在穗禾苑居住
- 何家勁（F座）
- 古巨基（C座）
- 梁詠琪（A座）
- 鄭融（C座）

## 附近的建築及設施

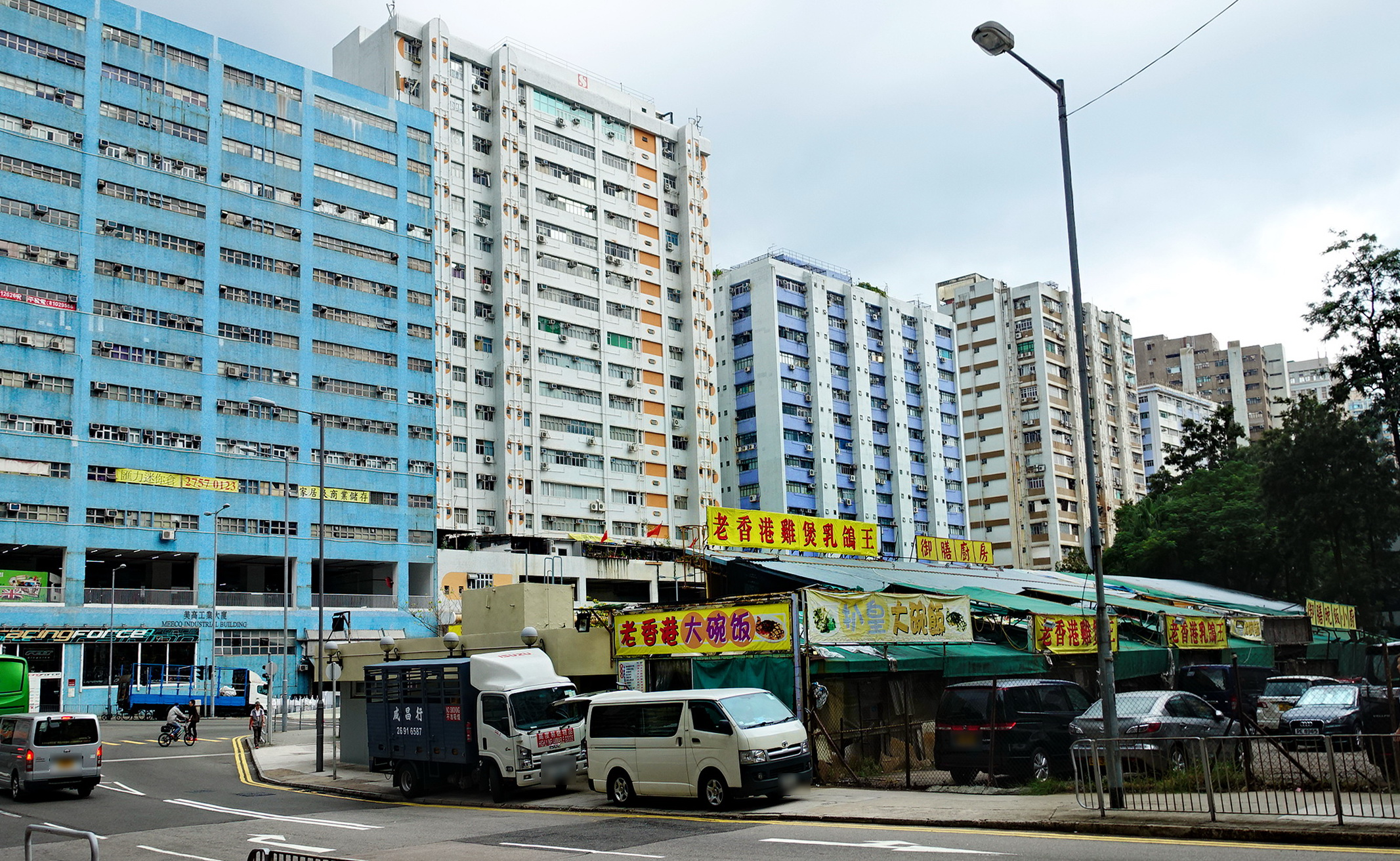
位於火炭路與穗禾路（前方）交界處的火炭西熟食市場

- 碧霞花園
- 豐景花園
- 麗峰花園
- 田禾苑
- 華翠園
- 沙田渣甸山花園
- 沙田學校 （页面存档备份，存于）
- 沙田學院
- 明愛樂群學校
- 火炭工業區
- 沙田商業中心
- 火炭村
- 火炭（西）熟食市場（雞粥）
- 沙田獅子亭